# Mimoclystia bambusarum
Mimoclystia bambusarum es una especie de polilla de la familia Geometridae. La especie fue descrita por primera vez por Claude Herbulot en 1988, con distribución en Camerún. El holotipo de la especie fue descrita en los bosques del monte Oku a una altitud de 2450 metros (8038,1 pies) sobre el nivel del mar.